# Anders Morelius
Anders Morelius, född den 20 mars 1940, är en svensk orienterare som tog guld i stafett och brons individuellt vid de första världsmästerskapen 1966.
Han var med i OK Malmias lag som vann 10-mila 1965. Han hade just kommit från IFK Hedemora.